# Арнолд фон Фрайзинг
Арнолд фон Фрайзинг (на немски: Arnold von Freising; † 22 септември 883, Фрайзинг) е от 875 до 883 г. епископ на Фрайзинг.
Арнолд е племенник на предшественика си Анно фон Фрайзинг. Той също увеличава собствеността на епископство Фрайзинг.
Следващият епископ от 883 г. е Валдо фон Фрайзинг.